# دانیانگ
دانیانگ (به لاتین: Danyang, Jiangsu) یک county-level city در جمهوری خلق چین است که در جنجیانگ واقع شده‌است.